# Topoľnica
Topoľnica (in ungherese Tósnyárasd) è un comune della Slovacchia facente parte del distretto di Galanta, nella regione di Trnava.